# Sylvain Garant
Sylvain Garant (n. 29 iunie 1925, Palaiseau, Seine-et-Oise, Franța – d. 6 iulie 1993, Clearwater, Florida, SUA) a fost un pilot de curse francez în competiții în special în raliuri și pe circuite pentru mașini sport de tip Grand Tourism, de profesie agent de turism (agenția OTOM).
A participat la Cursa de 24 de ore de la Le Mans în 1972 la volanul unui Porsche aparținând lui Mickael Keyser în clasa Grand Tourism pentru echipa lui Louis Meznarie, terminând pe locul 13, și a rămas asociat cu viitorul câștigător al cursei, Jürgen Barth, al lor 911S 2.5L Flat-6 fiind atunci primul la categoria GTS-3L și singurul care a terminat cursa.